# Елизабет от Гьорлиц
Елизабет фон Гьорлиц (на немски: Elisabeth von Görlitz; * ноември 1390, Хоровице, Бохемия; † 3 август 1451, Трир) от Дом Лимбург-Арлон, е от 1411 до 1433 г. херцогиня на Люксембург, чрез женитби от 1409 до 1415 г. херцогиня на Брабант и Лимбург и от 1419 до 1425 г. херцогиня на Бавария-Щраубинг и също графиня на Холандия, Зеландия и Хенегау. Тя умира като последен представител на немската линия на Дом Люксембург.
Тя продава през 1441 г. Люксембург на Филип III Добрия.

## Произход и ранни години
Елизабет е единствената дъщеря на Йохан от Гьорлиц (1370 – 1396), първият херцог на Гьорлиц, и съпругата му Рихардис от Мекленбург-Шверин († сл. 1400), дъщеря на херцог Албрехт Мекленбургски. Нейният баща е третият син на император Карл IV и четвъртата му съпруга Елизабета Померанска. Тя е племенница на бохемския крал Вацлав IV.
След ранната смърт на нейния баща Елизабет е възпитавана под опекунството на нейния чичо Вацлав IV. До раждането на нейната братовчедка Елизабет Люксембургска, дъщерята на Сигизмунд Люксембургски, на 28 февруари 1409 г., Елизабет е единствена наследничка на короните на Бохемия и Унгария и на цялата люксембургска собственост.

## Херцогиня на Брабант и Лимбург (1409 – 1415)
На 16 юли 1409 г. в Брюксел Елизабет се омъжва за Антон (1384 – 1415) от младия Дом Бургундия, херцог на Брабант и херцог на Лимбург. Тя е втората му съпруга. Антон пада убит в Битката при Аженкур на 25 октомври 1415 г. Техните деца са:
- Вилхелм (* април 1410, † 5 юли 1410)
- дете (*/† 1412)

## Херцогиня на Бавария-Щраубинг (1419 – 1425)
През май 1419 г. Елизабет се омъжва за Йохан III от Щраубинг-Холандия (1374 – 1425) от династията Вителсбахи, княз-епископ на Лиеж от (1390 – 1418) и херцог на Щраубинг-Холандия от 1404 г. до смъртта си. Той е внук по бащина линия на император Лудвиг IV Баварски. Бракът е бездетен.
След убийството на Йохан на 6 януари 1425 г. Елизабет остава херцогиня на Люксембург, но трябва да продаде вдовишката си собственост в Холандия на 14 март 1427 г. на бургундския херцог Филип Добрия.

## Следващи години
Елизабет живее разточително и подготвя през октомври 1436 г. сватбата си с благородника Роберт Армоаз, което води до конфликт с Филип Добрия. През 1441 г. тя иска да продаде правата си на Херцогство Люксембург на архиепископа на Трир, Якоб фон Зирк.
Филип Добрия дава на Елизабет от Гьорлиц доживотна рента, нахлува с войската си през 1443 г. в Люксембург и поема управлението там.
Елизабет от Гьорлиц умира на 3 август 1451 г. в Трир като последна самостоятелна управителка на Херцогство Люксембург. Тя е погребана във францисканската църква на Трир. С нейната смърт Херцогството Люксембург става официално част на Херцогство Бургундия.